# Helsing Junction
Helsing Junction (más néven Helsing) az Amerikai Egyesült Államok északnyugati részén, Washington állam Thurston megyéjében elhelyezkedő önkormányzat nélküli település.
A Helsing név a Helsingford kifejezésből ered, melynek jelentése svéd nyelven „Helsinki”.

## Fordítás
- Ez a szócikk részben vagy egészben  a   Helsing Junction, Washington című angol Wikipédia-szócikk ezen változatának fordításán alapul.  Az eredeti cikk szerkesztőit annak laptörténete sorolja fel. Ez a jelzés csupán a megfogalmazás eredetét és a szerzői jogokat jelzi, nem szolgál a cikkben szereplő információk forrásmegjelöléseként.